# Бахмина, Светлана Петровна
Светлана Петровна Бахмина (род. 13 октября 1969, Москва) — российский юрист, бывший менеджер компании «ЮКОС», член советов директоров ряда дочерних предприятий этой компании, ныне — соучредитель благотворительного фонда «Протяни руку», партнёр юридической фирмы «АМГ Партнерс».

## Биография
Светлана Бахмина родилась в Москве 13 октября 1969 года. В 1987 году окончила московскую школу № 43 имени Ю. А. Гагарина (ныне Московская гимназия на Юго-Западе № 1543). Получила образование на юрфаке МГУ (выпуск 1992 года), где училась одновременно со многими людьми, которые в дальнейшем будут связаны с ЮКОСом и делом ЮКОСа: Василием Алексаняном, Павлом Ивлевым, Антоном Дрелем и так далее.
Работала юрисконсультом в компании «Скандекор Россия» (1992—1994); юрисконсультом, старшим юрисконсультом, затем начальником правового управления в «Хопёр-Инвест»(1994—1995); юрисконсультом в компании БФК (1995). С 1995 по 1997 год была сперва специалистом юридического департамента обеспечения отраслевой деятельности, затем начальником сектора общей правовой поддержки и ведущим специалистом управления делами юридического департамента в «РОСПРОМе». Все эти компании, за исключением «Хопёр-Инвеста», входили в «орбиту» банка «Менатеп» и управляли пакетами акций принадлежавших ему предприятий.
С 6 мая 1997 по 31 марта 1998 — начальник отдела правового обеспечения правового управления ОАО «НК „ЮКОС“».
С 1 апреля по 31 августа 1998 года — начальник отдела по работе с предприятиями правового управления ООО «ЮКОС-Москва».
С 1 сентября 1998 по 31 января 1999 — начальник сектора — заместитель начальника отдела по работе с предприятиями правового управления ООО «ЮКОС-Москва».
Затем работала начальником отдела корпоративного права, заместителем начальника юридического управления компании «ЮКОС». С 1998 года была членом совета директоров ЗАО «ЮКОС Эксплорейшн энд Продакшн» — управляющей компании ОАО «Юганскнефтегаз». Была членом советов директоров ОАО «ЮКОС-Москва», ОАО «Самаранефтегаз», ОАО «Томскнефть», ОАО «Юганскнефтегаз».

## Дело Восточной нефтяной компании

### Уголовное дело
В 1997 году ЮКОС приобрёл 54 % акций Восточной нефтяной компании (ВНК). Новый совет директоров ВНК вывел акции ряда дочерних предприятий компании (в том числе «Томскнефти», Ачинского НПЗ) в офшорные фирмы Багамских островов, Белиза и Кипра. В 2001 году прокуратура Москвы возбудила по этому поводу уголовное дело. В рамках уголовного дела было проведено несколько обысков в ООО «ЮКОС-Москва», а также допрошены сотрудники юридического управления фирмы, в том числе Светлана Бахмина.
7 декабря 2004 года Бахмина была вызвана на очередной допрос и задержана. С 10 декабря она содержалась под стражей в московском СИЗО № 6. Генеральная прокуратура России обвиняла её в участии в присвоении имущества и активов компании «Томскнефть-ВНК» на сумму более 18 млрд руб. Кроме того, Бахминой было предъявлено обвинение в уклонении от уплаты налогов с физического лица. При этом сама компания «Томскнефть» претензий к Бахминой не имела. По заявлению Генпрокуратуры, Бахмина провела заведомо подложную экспертную оценку имущества «Томскнефти», почти втрое занизив её цену. Также в деле фигурировала продажа зданий, находящихся в собственности НК ЮКОС, через подставные фирмы. В дальнейшем, после ареста Ходорковского, она разрабатывала схемы по продаже с молотка имущества компании в стране и за рубежом.
В марте 2005 года Бахмина объявляла голодовку, после того как ей в очередной раз отказали в разрешении на телефонные переговоры: с момента заключения под стражу ей запретили говорить по телефону с двумя малолетними детьми. Через девять дней прекратила её из-за ухудшившегося состояния здоровья.
На судебном заседании 9 ноября 2005 года бывший глава «Томскнефти» Леонид Филимонов заявил, что обвинения в её адрес необоснованы, поскольку она была всего лишь рядовым членом совета директоров и не имела решающего голоса. Бахмина тоже заявила в суде, что не имела права подписи, и лишь по указанию своих руководителей готовила документы по созданию дочерних фирм.
19 апреля 2006 Симоновский районный суд Москвы осудил Бахмину по пунктам «а, в» части 3 статьи 160 УК РФ («Присвоение или растрата») и по части 2 статьи 198 УК РФ («Уклонение физического лица от уплаты налога или страхового взноса в государственные внебюджетные фонды») и приговорил к 7 годам лишения свободы с отбыванием наказания в исправительной колонии общего режима (судья, читая текст приговора, упомянула о колонии строгого режима, но затем это высказывание было объявлено оговоркой — женщин в России направляют только в колонии общего режима).
Адвокат Михаил Барщевский так прокомментировал приговор в отношении Бахминой: «Я могу сказать только одно: я не понимаю этот приговор, вот просто не понимаю, я не могу сказать, что он правильный или неправильный, я просто его не понимаю. Согласно той информации, которая была в СМИ, Бахмина признана виновной в том, что она совершила хищение аж на 8 миллиардов рублей, при этом обкраденный, потерпевший говорит „а у меня ничего, у меня всё на месте“. 8 миллиардов — где они? То есть она из них, насколько я понимаю, ни копейки не получила. Да, конструкция уголовного права предусматривает возможность так называемого хищения в пользу третьих лиц, то есть когда лицо совершает хищение, сам от этого ничего не имеет, а передаёт похищенное третьим лицам. Хорошо, а где третьи лица, кто они? Я, опять-таки, из СМИ не понял, в пользу кого Бахмина совершила хищение».
Кассационным определением Мосгорсуда от 24 августа 2006 года приговор Симоновского районного суда Москвы от 19 апреля 2006 года был изменён: переквалифицированы действия Бахминой с части 2 статьи 198 УК РФ на часть 1 статьи 198 УК РФ и в соответствии с пунктом «а» части 1 статьи 78 УК РФ производство по данной статье было прекращено. В итоге срок наказания Мосгорсудом был снижен на полгода. После оглашения решения судья добавил, что она может обратиться в суд за отсрочкой исполнения приговора в связи с тем, что у неё имеются малолетние дети: «Если районный суд откажется удовлетворить заявление, вы можете обратиться к нам с жалобой».
2 октября 2006 года Симоновский суд Москвы отказался удовлетворить ходатайство Бахминой об отсрочке исполнения приговора на 9 лет — до достижения её младшим ребёнком 14-летнего возраста. В решении суда было указано, что суд «должен учитывать не только наличие малолетних детей, но также и тяжесть преступления и условия жизни детей. Дети Бахминой не остались без надзора и попечения близких и родных — отца и бабушки». Во второй половине октября 2006 года Бахмина была этапирована для отбывания наказания в колонию ИК-14, находящуюся в Мордовии. С 1 апреля 2007 года она начала работать в секции дисциплины и порядка колонии, а с 29 ноября 2007 года стала заместителем председателя этой секции.

### Тюремный срок и кампания за освобождение
27 мая 2008 года Зубово-Полянский суд Мордовии отказал Бахминой в условно-досрочном освобождении. Отказ был мотивирован наличием у осуждённой четырёх, хотя и погашенных, взысканий. 10 сентября того же года Зубово-Полянский суд повторно отказал в условно-досрочном освобождении несмотря на то, что Бахмина находилась на седьмом месяце беременности (она забеременела уже в тюрьме, предположительно, во время одного из длительных свиданий с мужем, которое даётся заключённым раз в квартал). В октябре 2008 года Бахмина в прошении о помиловании признала свою вину.
Продолжавшееся содержание Светланы Бахминой в тюрьме породило общественную кампанию за её освобождение. 10 октября 2008 года правозащитница Елена Боннэр обратилась с открытым письмом к Светлане Медведевой и Людмиле Путиной. В письме говорилось: «Уважаемые первые дамы России! В мордовском лагере находится молодая женщина Светлана Бахмина. Она на последних месяцах беременности, а два её первых ребёнка уже пять лет лишены материнской заботы. Обращаюсь к вам, полагая, что вы в обременении семейных и государственных забот просто не знаете о ней. В противном случае и без моего обращения, наверно, вы бы сумели добиться изменения её положения. Надеюсь, что ваши секретари и помощники не настолько берегут ваши нежные души, чтобы умолчать о моём кратком письме. Пошевелите сердца ваших мужей. И если они ценят в вас вашу женственную и материнскую сущность, то вы разбудите в них и милосердие. Тем более у одного из них есть конституционное право помилования, а другому достаточно сказать три слова: «Я не сержусь». Используйте своё высокое положение, чтобы будущий гражданин или гражданка России родился на свободе». 15 октября 2008 года члены Общественной палаты обратились к президенту России Дмитрию Медведеву с просьбой о помиловании Светланы Бахминой. 7 декабря 2008 года в Москве был организован пикет правозащитников, приуроченный к четвёртой годовщине ареста Бахминой. В обращении участников акции говорилось: «Показательно-политический процесс, суровый приговор матери двоих малолетних детей дают полное право считать Светлану Бахмину российским политзэком. Мы требуем её немедленного освобождения, освобождения всех политзаключённых в нашей стране, прекращения политических репрессий». В октябре 2008 — апреле 2009 года на сайте bakhmina.ru проводился сбор подписей под обращением к президенту России с просьбой помиловать Бахмину. 23 октября 2008 года обращение с 60000 подписей было передано в приёмную президента Российской Федерации. Согласно статистике сайта bakhmina.ru, всего было собрано 96028 подписей.
21 апреля 2009 года Преображенский суд Москвы удовлетворил ходатайство адвокатов Светланы Бахминой и постановил условно-досрочно освободить Бахмину. Сторона обвинения отказалась обжаловать решение суда, заявив, что считает его законным и обоснованным. 27 апреля Светлана Бахмина была освобождена.

## Текущая деятельность
С 2009 по 2017 годы Бахмина была исполнительным директором фирмы «Юридическое бюро системная поддержка бизнеса».
В настоящий момент Светлана является партнёром юридической фирмы «АМГ Партнерс» и занимается правовым сопровождением сделок М&A, консультирует по различным вопросам корпоративного, антимонопольного и также международного частного права.
Бахмина является соучредителем Благотворительного фонда «Протяни руку», который оказывает поддержку людям, находящимся в заключении, общественного движения «Русь сидящая». В 2016 году фонд запустил проект «Открытый список» — базу данных о жертвах политических репрессий с 1917 по 1991 годы.
Автор юридических статей в российских экономических и юридических изданиях.
Ведёт блог в журнале «Сноб».

## Семья
- Муж — Михаил Журавлёв[39].
  - Сын Григорий (р. 1997)
  - Сын Фёдор (р. 2001)
  - Дочь Анна (р. 28 ноября 2008 года)

### Видео
- Ток-шоу «К барьеру!». Арбатова-Новодворская. Бахмина УДО. Выпуск 190